# دفاع اجتماعی
اصطلاح دفاع اجتماعی جهت توضیح اقدام غیرنظامی توسط جامعه یا گروه اجتماعی، به خصوص در چارچوب کارزار مداوم در برابر حمله خارجی یا حکومت دیکتاتوری یا آمادگی برای کارزاری در صورت حمله یا تجاوز خارجی می‌باشد. اصطلاحات تقریباً مترادف گوناگونی از قبیل "دفاع بی خشونت"، "دفاع مدنی"، "دفاع شهروندمحور" و "دفاع از طریق مقاومت مدنی" نیز وجود دارد. با در نظر گرفتن هر اصطلاحی، این رهیافت دربرگیرنده آمادگی‌هایی برای استفاده از گستره‌ای از اقدامات مختلف - که می‌تواند در مقاطع  مختلف مقاومت بی خشونت و مقاومت مدنی برشمرده شود – جهت دفاع ملی در برابر اشغالگری، کودتا و سایر تهدیدات باشد.

نوشته‌های در این ارتباط  شامل آثار تئودور اربرت (آلمان)، برایان مارتین (استرالیا)، آدام رابرتز (بریتانیا)، جین شارپ (ایالات متحده)، هاینز وِچِرا (اتریش) و بسیاری دیگر می‌شود.

## کاربرد ایده در کشورهای خاص
تعدادی از مطالعات صورت گرفته، به‌کارگیری ایده سیاست دفاعی مبتنی بر مقاومت مدنی را برای کشورهای خاصی امکان‌پذیر در نظر گرفته‌است. در کشور بریتانیا، در سال ۱۹۵۹ فرمانده سِر استفان کینگ هال از خلع سلاح هسته‌ای یک جانبه از سوی بریتانیا پشتیبانی کرد، و مدل جایگزینی را ارائه نمود که حاوی تکیه بر نیروهای متعارف بعلاوهٔ یک "سیستم دفاعی بی خشونت در برابر خشونت" بود. در سال ۱۹۸۳  یک نهاد مستقل غیردولتی در بریتانیا (کمیسیون دفاع جایگزین) این ایده را به طول کامل مورد بررسی قرار داده و امکاناتی را در آن مشاهده کرد که با اقبال کشورهای عضو پیمان ناتو جهت اتخاذ وضعیت "بازدارندگی دفاعی"، مانند بازدارندگی مبتنی بر سلاح‌ها و استراتژی‌های غیرهسته‌ای حاوی عنصر دفاع نظامی در عمق، روبرو شد. در مورد کشور سوئد، در سال ۱۹۷۲ آدام رابرتز به سفارش مقامات رسمی یک مطالعه انجام داد که نتیجه می‌گرفت "مقاومت مدنی  بعید است که جایگزین برخی عملکردهای قوای نظامی سوئد  مانند دفاع از مناطق کم جمعیت کشور شود". هرچند که مقاومت مدنی ممکن است بهترین ابزار برای مقاومت در برابر کنترل نیروهای بیگانه در شرایط معینی باشد؛ به عنوان مثال اشغال کامل توسط یک ابرقدرت، حمله توسط یک دولت لیبرال دموکرات، اشغال جهت استثمار اقتصادی، یا اشغال مناطق شهری و بسیار توسعه یافته.

از زمان پایان جنگ سرد ایده دفاع از طریق مقاومت مدنی از سوی تعدادی از کشورها از قبیل کشورهای حوزه دریای بالتیک دنبال شده‌است. هرچند به استثنای محدود و جزئی کشورِ سوئد، این ایده به‌طور کلی پشتیبانی احزاب عمدهٔ سیاسی را به خود جلب نکرده است و توسط هیچ کشوری به عنوان  کانون اصلی سیاست امنیتی به تصویب نرسیده‌است.   در یک بررسی مطالعات گوناگون در مورد زیست‌پذیری دفاع از طریق مقاومت مدنی در سال ۲۰۰۹، ادام رابرتز نتیجه‌گیری خود را با طرح سوالی نه درباره کلیت سودمندی مقاومت مدنی، بلکه ظرفیت جایگزینی کامل آن با نیروی نظامی عنوان کرد.

## کاربردهای دیگر این اصطلاح
"دفاع اجتماعی" همانگونه که در زیر تعریف و خلاصه شده است، از سایر کاربردهای این اصطلاح متمایز است. برای مثال کشور سنگاپور در سیاست دفاع مدنی و امنیت ملی، در چارچوب سیستم دفاع کلی خود، اصطلاح "دفاع اجتماعی"  را مترادف سیاست‌های شمول اجتماعی  به کار می‌برد.

## مقالات مرتبط
- نافرمانی مدنی
- پرهیز از خشونت
- مقاومت بدون خشونت